# Ofek

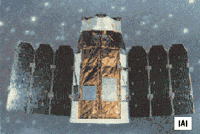
Izraelský satelit Ofek-3.

Ofek (také Ofeq, hebrejsky: אופק, doslova „Horizont“) je označení pro sérii izraelských převážně špionážních satelitů provozovaných izraelským Ministerstvem obrany. První dva v řadě, Ofek-1 a Ofek-2 byly vypuštěny pro demonstraci izraelského vědeckého a technologického pokroku, zatímco ty následující od Ofek-3 až po současný Ofek-11 jsou špionážními satelity určenými ke sledování situace v regionu Blízkého východu.
Všechny satelity Ofek kromě Ofek-8 byly vypuštěny izraelskými nosnými raketami Šavit, které jsou postavené na bázi balistické rakety Jericho 2, z letecké základny izraelského vojenského letectva Palmachim ve středním Izraeli. Satelit Ofek-8 byl vynesen indickou raketou, která startovala z území Indie. První satelit, Ofek-1 byl vypuštěn 19. září 1988 a zatím poslední satelit, Ofek-11 byl vynesen na oběžnou dráhu 13. září 2016.

## Zajímavosti programu Ofek
Nosné rakety Šavit i samotné satelity jsou navrhovány a konstruovány firmou Israel Aerospace Industries (IAI), která je ve státním vlastnictví Izraele. Na projektu Ofek se dále podílejí nebo podílely izraelské společnosti Israel Military Industries (výrobce zbraní, munice a vojenských technologií), Rafael Advanced Defense Systems (výrobce pokročilých obranných zbraňových systémů), Elbit Systems (dodavatel optického vybavení satelitů) a Elisra (výrobce radarů a zařízení pro elektronickou komunikaci).
Zatímco satelity většiny jiných zemí jsou posílány do vesmíru nosnými raketami se startem směrem na východ, aby využily energii rotace Země, rakety Šavit se satelity Ofek startují v protisměru otáčení Země (po retrográdní dráze), tj. směrem na západ. Je to proto, že základna Palmachim se nachází na pobřeží Středozemního moře několik kilometrů na jih od hlavního města Tel Aviv, takže vyhořelé stupně nosné rakety padají do moře, ne do obydlených oblastí Izraele a také je tím vyřešen potenciálně nebezpečný přelet nad sousedními arabskými státy.
Satelity Ofek obíhají Zemi se sklonem dráhy 142 stupňů, aby při jejich přeletech nad oblastí Blízkého východu bylo získáno dostatečné množství slunečního světla pro snímkování. Toto má značný význam, neboť satelity Ofek zvládnou v rámci jednoho dne za denního světla 6 přeletů nad oblastí zájmu, zatímco americké nebo ruské špionážní satelity zaznamenají na svých vyšších oběžných drahách jen 1–2 přelety.
Technické detaily satelitů Ofek jsou drženy v tajnosti, avšak existují indicie, že jsou vybaveny senzory citlivými na UV záření i viditelné světlo. Většina satelitů ze série je vybavena optickými kamerami schopnými pořizovat snímky pouze za denního světla, satelity Ofek-8 a Ofek-10 však disponují radarem se syntetickou aperturou (SAR), který dokáže snímat zemský povrch nezávisle na oblačnosti nebo množství světla. Schopnosti zobrazovacích zařízení se zlepšují s rostoucím pořadovým číslem satelitu v sérii, Ofek-11 na oběžné dráze s perigeem 393 km a apogeem 499 km má optické zařízení s rozlišovací schopností 0,5 metru.
Nosná raketa Šavit je odvozena z izraelské balistické rakety Jericho 2 zkonstruované v 80. letech 20. stol., která je sama vylepšenou verzí rakety Jericho vyvinuté ve spolupráci s francouzským leteckým výrobcem Dassault Aviation. Raketa má tři stupně a je poháněna tuhým palivem. První verze rakety Šavit používala v 1. a 2. stupni motory ATSM-9, ve 3. stupni motor AUS-51. Druhá verze, označovaná jako Šavit-1, byla poháněna motorem ATSM-13 v 1. stupni, 2. a 3. stupeň si ponechaly motory předchozí verze. Nejnovější verze, Šavit-2, má dva motory ATSM-13 a ve 3. stupni zůstal motor AUS-51. Původní verze rakety Šavit vynesla na oběžnou dráhu satelity Ofek-1 a Ofek-2, verze Šavit-1 potom satelity Ofek-3 až Ofek-6 v letech 1995–2004 a od roku 2007 je pro vesmírné mise programu Ofek využívána verze Šavit-2. Schopnost rakety Šavit vynést na oběžnou dráhu náklad o hmotnosti 300 kg (váha satelitu Ofek-5) a více, navíc v nevýhodném retrográdním směru startu (v protisměru otáčení Země), je podle některých pozorovatelů fakticky demonstrace její možnosti sloužit jako mezikontinentální balistická raketa.

## Přehled jednotlivých satelitů
- Ofek-1 odstartoval 19. září 1988. Vážil 155 kg a s pomocí nosné rakety Šavit vystoupal na oběžnou dráhu Země s perigeem 249 km a apogeem 1149 km. Tam úspěšně splnil především testy solárních článků a rádiového přenosu.
- Ofek-2 byl vypuštěn 23. dubna 1990 na oběžnou dráhu s perigeem 149 km a apogeem 251 km. Podobně jako předchozí satelit i Ofek-2 úspěšně dokončil komunikační testy s řídícím střediskem.
- Start satelitu Ofek-3 byl odložen z 15. září 1994 na 5. dubna 1995.
- Ofek-3 byl vynesen na oběžnou dráhu 5. dubna 1995 novou verzí rakety Šavit. Měl hmotnost 225 kg a byl prvním izraelským satelitem určeným ke špionážním účelům.
- Ofek-4 odstartoval 22. ledna 1998, ale kvůli chybě se ihned po startu zřítil do Středozemního moře. Celý program špionážních satelitů Ofek se poté dostal do hluboké krize, ze které se mu však podařilo se dostat.[9]
- Ofek-5 zahájil svůj start 28. května 2002. Satelit s hmotností 300 kg obíhal Zemi po dráze s perigeem 262 km a apogeem 774 km. Po havárii následujícího satelitu, Ofek-6, byla oběžná dráha satelitu Ofek-5 upravena na novou hodnotu perigea 369 km a apogea 771 km kvůli prodloužení jeho funkčního stavu.
- Ofek-6 byl vypuštěn 6. září 2004, avšak po startu došlo k technické závadě a satelit se zřítil do moře. Problém nastal ve třetím stupni nosné rakety Šavit. Po ztrátě satelitu Ofek-4 byla havárie satelitu Ofek-6 druhým a zatím posledním neúspěchem v programu Ofek.
- Ofek-7 odstartoval 11. června 2007 a za dvě hodiny po startu už byl na oběžné dráze, kde vystřídal přesluhující satelit Ofek-5.[10] Ofek-7 byl vyvinut ve spolupráci s několika významnými izraelskými společnostmi působícími v oblasti vojenské obrany, zejména s firmou Rafael Advanced Defense Systems. Na rozdíl od předchozích satelitů, cena satelitu Ofek-7 nebyla zveřejněna.
- Ofek-8 byl jako jediný ze série satelitů vynesen na oběžnou dráhu indickou raketou, která odstartovala 21. ledna 2008 z území Indie. Byl také prvním satelitem Ofek, který nesl radar se syntetickou aperturou (SAR).[11] Oproti svým předchůdcům s optickými kamerami tak nebyl limitován nepříznivými podmínkami jako je oblačnost nebo tma.
- Ofek-9 byl úspěšně vystřelen na oběžnou dráhu 22. června 2010 ze základny Palmachim v Izraeli. Přidal se tak k dalším pěti satelitům Ofek v aktivní službě. I přesto, že nový satelit nebyl tak výrazným technologickým pokrokem jako jeho předchůdce Ofek-8, protože nesl jen o něco pokročilejší kameru než satelit Ofek-7, významně zlepšil možnosti Izraele ve sledování jeho arabských sousedů a aktivity íránského jaderného programu.[11]
- Ofek-10 byl druhým izraelským satelitem, který se mohl pochlubit systémem SAR, tektokrát s vysokým rozlišením. Na oběžnou dráhu odstartoval 9. dubna 2014 a jedním z jeho nových úkolů bylo kromě jiného také sledovat vývin občanské války v Sýrii.[12]
- Ofek-11 byl úspěšně vystřelen 13. září 2016 ze základny Palmachim. Start rakety Šavit-2 byl kvůli nepříznivému počasí odložen o 24 hod., ale poté byl úspěšný a satelit se dostal na oběžnou dráhu. Po cca 90 minutách však řídící středisko zaznamenalo problémy, kdy se satelit v některých ohledech nechoval standardně.[13] Nakonec se všechny potíže podařilo odstranit, satelit úspěšně komunikuje a posílá snímky oblasti zájmu.